# Partenreederei
Die Partenreederei ist eine Gesellschaftsform des deutschen Seehandelsrechts. Seit Inkrafttreten des Gesetzes zur Reform des Seehandelsrechts am 25. April 2013 können keine neuen Partenreedereien mehr gegründet werden. Für Partenreedereien, die bis zum 24. April 2013 gegründet wurden, gelten die alten HGB-Bestimmungen weiter.

## Der Begriff der Partenreederei und seine Abgrenzung
Die Partenreederei wird gesetzlich in § 489 HGB a. F. folgendermaßen definiert:
Bereits aus der Definition des Handelsgesetzbuches (HGB) ergibt sich, dass die meisten als Reederei firmierenden Unternehmen mit der Definition der Reederei gemäß HGB nichts zu tun haben.
Reedereien werden heute regelmäßig in Form von Handelsgesellschaften – etwa Aktiengesellschaften oder vorzugsweise GmbH & Co. KGs – geführt, die sich als Beschreibung ihrer unternehmerischen Tätigkeit als Reederei bezeichnen, damit aber keineswegs die Reederei im Sinn von § 489 HGB a. F. meinen. Diese ist vielmehr eine eigene Gesellschaftsform, die dem System des heutigen Gesellschaftsrechtes eher fremd ist und deren Ursprünge sich im Römischen Recht finden.
Ob die stille Reederei ein Fall der Partenreederei oder eine Sonderform der stillen Gesellschaft ist, ist umstritten.
Die einzelnen Merkmale der Partenreederei sind die Folgenden.

### Gesellschaftszweck
Eine Partenreederei kann ausschließlich zum Zweck des Erwerbes durch die Seefahrt gegründet und geführt werden.

### Personenmehrheit
Das Seehandelsrecht kennt keine Einmann-Partenreederei. An der Gesellschaft müssen vielmehr mehrere Personen beteiligt sein. Wenn nach dem Ausscheiden der übrigen Gesellschafter nur noch ein Mitglied der Gesellschaft übrig bleibt, hört die Gesellschaft als solche auf zu bestehen. Der verbleibende alleinige Inhaber sämtlicher Gesellschaftsanteile ist Alleinreeder im Sinne von § 484 HGB a. F.

### Bindung an ein Schiff

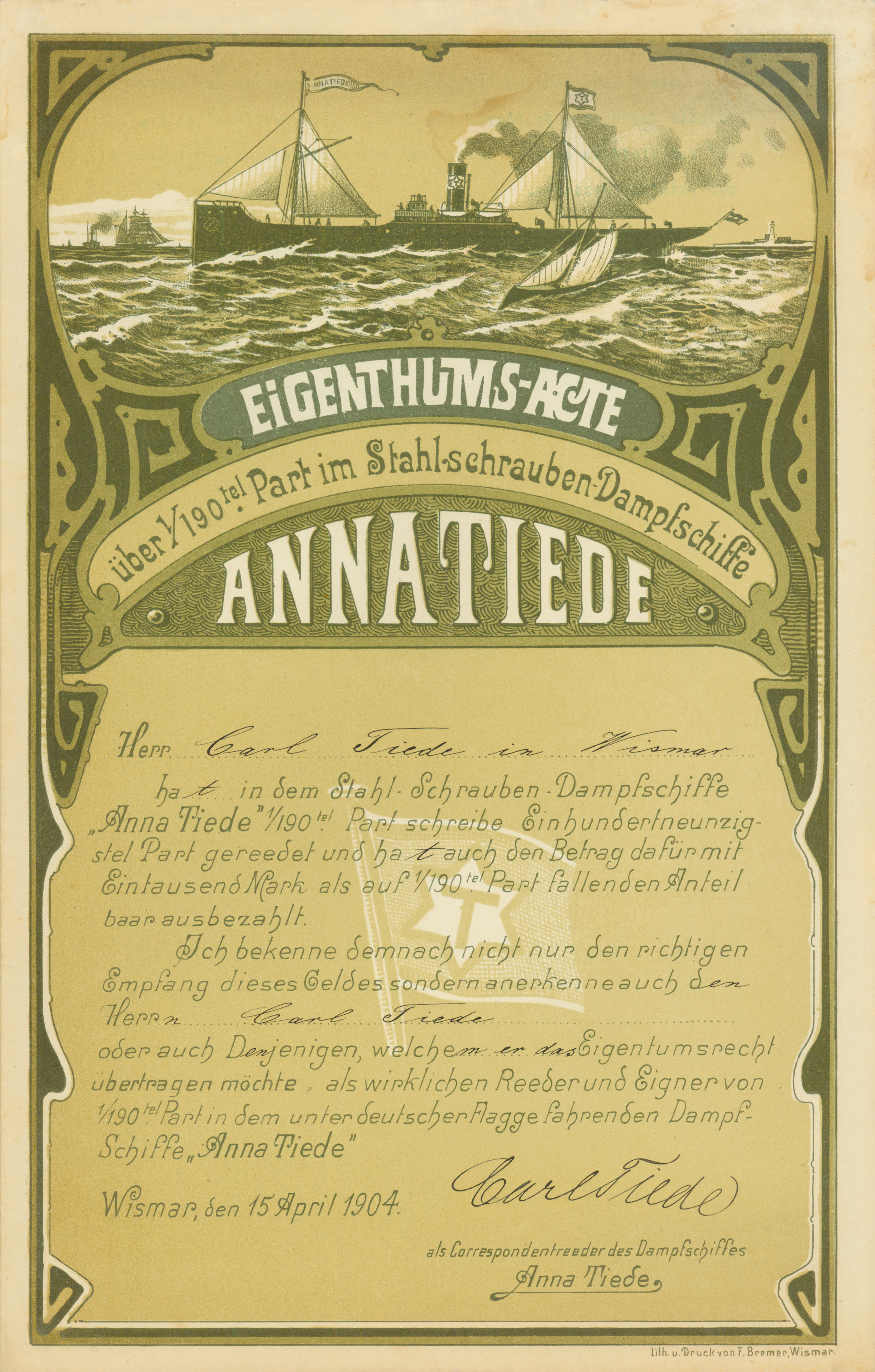
1/190tel Part am Stahlschrauben-Dampfschiff Anna Tiede, ausgestellt am 15. April 1904

Die Gesellschaft besteht im gemeinschaftlichen Besitz eines Schiffes. Weder kann es eine Partenreederei geben, die gar kein Schiff besitzt, noch kann die Gesellschaft ein weiteres Schiff hinzu erwerben: In diesem Fall müsste vielmehr zum Erhalt des zweiten Schiffes eine neue Partenreederei mit gegebenenfalls gleichen Mitgliedern gegründet werden, was seit dem 25. April 2013 nicht mehr geht. Umgekehrt führt der Verlust des Schiffes zur Beendigung der Gesellschaft: Sie ist so sterblich wie das Schiff selbst.
Die strikte Bindung der Gesellschaft an ein Schiff ist den Grundgedanken des modernen Gesellschaftsrechtes eigentlich fremd und führt dazu, dass die Partenreederei eine Sonderstellung im Kanon der Gesellschaftsformen einnimmt.
Daher wird es in letzter Zeit als notwendig erachtet, die Partenreederei in eine modernere Gesellschaftsform umzuwandeln. Dies ist juristisch komplex, da zum Beispiel die Rechtsnatur der Partenreederei umstritten ist. In jedem Fall ist zu beachten, dass bei einer Umwandlung einer Partenreederei bestehende Sicherheiten für das Schiff an der neuen Gesellschaft fortexistieren – und zwar ohne eine Rangverschlechterung.

## Rechtsform
Früher bestand weitgehende Uneinigkeit darüber, ob die Partenreederei eine Bruchteilsgemeinschaft oder eine Gesamthandsgemeinschaft ist. Dieser Streit ist jedoch weitgehend zugunsten der sogenannten gesellschaftsrechtlichen Lösung, als der Annahme einer Gesamthandsgemeinschaft beigelegt. Als unternehmenstragende Gesellschaft kann eine Partenreederei auch selbst Trägerin von Rechten und Pflichten sein sowie unter ihrem Namen klagen und verklagt werden, obwohl sie keine juristische Person ist.

## Außenverhältnis
Die Vertretung einer Partenreederei erfolgt entweder durch die Gesellschafter oder nach § 492 HGB a. F. durch einen durch Mehrheitsbeschluss (bei Bevollmächtigung eines Mitreeders) oder durch Einstimmigkeitsbeschluss (bei Bevollmächtigung eines externen Dritten) bestimmten Vertreter für die Übernahme des Reedereibetriebes – den sogenannten Korrespondentreeder. Dieser vertritt die Reederei dann gegenüber Dritten außergerichtlich und gerichtlich nach § 493 HGB a. F.
Die Haftung ist nach § 507 HGB a. F. dahingehend geregelt, dass die Gesellschafter als Teilschuldner haften. Ihre Haftung ist also auf die Größe ihres Anteils an der Gesellschaft beschränkt.

## Innenverhältnis
Im Innenrecht der Partenreederei stehen sich die Gesellschafter als Inhaber eines als Schiffspart bezeichneten Gesellschaftsanteils gegenüber.
Der Gesellschafter kann über seinen Gesellschaftsanteil frei verfügen und diesen insbesondere auch veräußern. Eine Veräußerung des gesamten Schiffes setzt demgegenüber die Zustimmung aller Gesellschafter voraus.

## Österreich
Da das deutsche Handelsgesetzbuch seit dem 1. März 1939 auch in Österreich galt, bestand die Rechtsform der (Parten-)Reederei auch in Österreich. Mit dem am 1. Jänner 2007 in Kraft getretenen Handelsrechts-Änderungsgesetz – mit dem das Handelsgesetzbuch in Unternehmensgesetzbuch umbenannt wurde – wurden die Bestimmungen betreffend der Partenreederei aufgehoben. § 907 Abs. 19 des Unternehmensgesetzbuches ordnet an, dass vor dem 1. Jänner 2007 errichtete (Parten-)Reedereien bestehen bleiben.